# Piaski Królewskie
Piaski Królewskie [ˈpjaski kruˈlɛfskʲɛ] est un village polonais de la gmina de Brochów dans le powiat de Sochaczew et dans la voïvodie de Mazovie.
Il se situe à environ 12 kilomètres au nord-est de Brochów, à 20 kilomètres au nord-est de Sochaczew et à 44 kilomètres au nord-ouest de Varsovie.